# Šiška (městská čtvrť)
Městská čtvrť Šiška (slovinsky: Četrtna skupnost Šiška), nebo jednoduše Šiška, je nejlidnatější městskou čtvrtí (městská četrt) městské občiny Lublaně, hlavním městě Slovinska. Je pojmenována podle bývalých vesnic Spodnja Šiška a Zgornja Šiška.

## Geografie
Městská čtvrť Šiška je ohraničena na západě dálnici A2, na severu dálnicí H3, na východě železnicí do Kamniku a na jihu železnicí do Sežany, tratí přes kopec Rožnik a Ulicí Mládeže (Mladinska ulica). Čtvrť zahrnuje bývalé vesnice Koseze, Spodnja Šiška a Zgornja Šiška.

## Kulturní dědictví
V Šišce se nachází několik kulturních památek, mezi nimi kostel sv. Bartoloměje, postavený ve 13. století a přestavovaný v letech 1933 až 1936 slovinským architektem Jože Plečnikem. Jože Plečnik také navrhl kostel sv. Františka v Šišce. Rybník Koseze, část Stezky vzpomínky a kamarádství, a část parku Tivoli se zde také nacházejí.